# Oligonychus ocellatus
Oligonychus ocellatus är en spindeldjursart som beskrevs av Meyer 1987. Oligonychus ocellatus ingår i släktet Oligonychus och familjen Tetranychidae. Inga underarter finns listade i Catalogue of Life.